# Do Make Say Think
Do Make Say Think är ett instrumentalt rockband från Toronto, som ligger på det Montréal-baserade skivbolaget Constellation. Till skillnad från andra kända Constellation-grupper som Godspeed You! Black Emperor, Fly Pan Am och A Silver Mt. Zion kretsar Do Make Say Thinks musik i högre utsträckning kring jazz och punk. Dessa influenser märks kanske allra tydligast på skivan "Goodbye Enemy Airship the Landlord is Dead" från 2000. 
Do Make består av fem fasta medlemmar (därav två trummisar), men brukar under konserter utökas till uppemot tio musiker. Bandet har kopplingar till flera andra projekt, bland annat spelar basisten Charles Spearin gitarr i det kanadensiska rockkollektivet Broken Social Scene.
Sedan 1998 har Do Make gett ut fem fullängdsskivor. Ovan nämnda "Goodbye Enemy Airship" brukar tillsammans med 2004 års "Winter Hymn Country Hymn Secret Hymn" betraktas som de bästa av dessa. På "You, You're a History in Rust" från 2007 närmar sig bandet mer konventionell rock, bland annat genom att sjunga i flera låtar.

## Medlemmar
Nuvarande medlemmar
- Ohad Benchetrit – gitarr, basgitarr, saxofon, flöjt
- David Mitchell – trummor
- James Payment – trummor
- Justin Small – gitarr, basgitarr, keyboard
- Charles Spearin – basgitarr, gitarr, trumpet, kornett
- Julie Penner – violin, trumpet
- Michael Barth – trumpet
- Adam Marvy – trumpet

Tidigare medlemmar
- Jason Mackenzie – keyboard, ljudeffekter
- Jay Baird – saxofon
- Brian Cram – trumpet

## Diskografi
Studioalbum
- 1997 – Do Make Say Think
- 2000 – Goodbye Enemy Airship the Landlord Is Dead
- 2002 – & Yet & Yet
- 2003 – Winter Hymn Country Hymn Secret Hymn
- 2007 – You, You're a History in Rust
- 2009 – Other Truths
- 2017 – Stubborn Persistent Illusions

EP
- 1999 – Besides
- 2008 – The Whole Story of Glory